# Tokaji

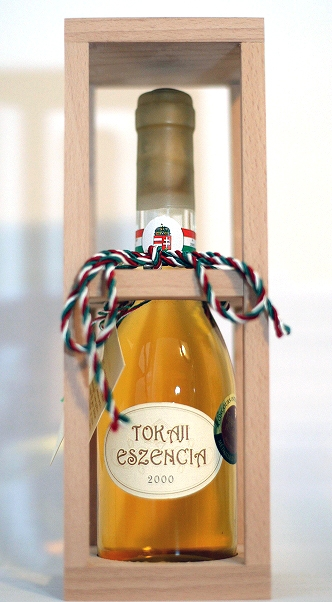
Una botella de Tokaji Eszencia.

Tokaji (también Tokay o Tocai), que en húngaro significa «de Tokaj», se usa para referirse a los vinos de la región de Tokaj-Hegyalja en Hungría. 

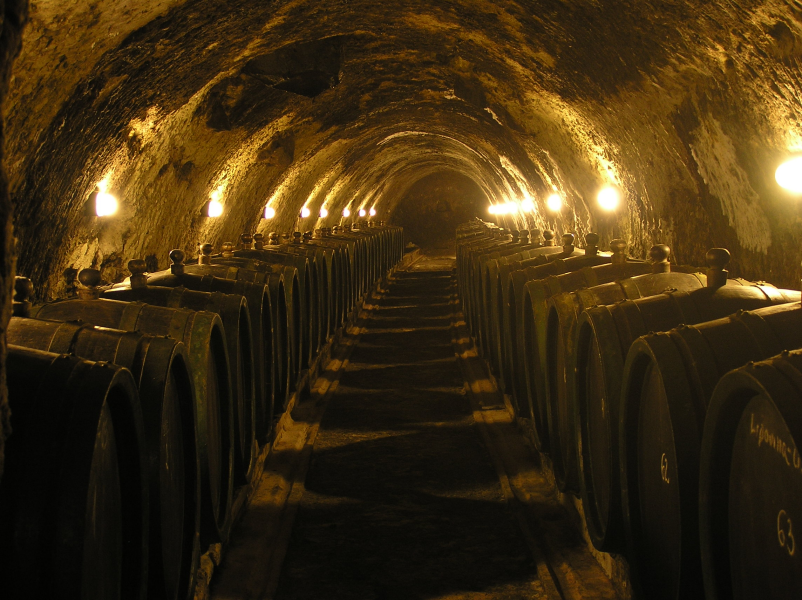
Bodega de Tokaj.

## Leyenda del origen
El surgimiento del vino Tokaji está asociado con la figura de la condesa húngara Susana Lorántffy (1600–1660). Susana era la esposa de Jorge Rákóczi I, Príncipe de Transilvania, y por consiguiente propietaria de vastas tierras y viñedos. Ella cuidaba personalmente de ellos y enseñó a muchos de sus siervos y a religiosos, como Laczkó Máté, los secretos de los cultivos. Fue por las constantes guerras contra los turcos y germánicos, que en una oportunidad se pospuso la cosecha hasta noviembre, y el resultado fue el sabor más dulce típico de las uvas usadas para este vino.

## El nombre Tokaji
Los vinos Tokaji tienen una gran reputación e historia, lo cual, desafortunadamente, ha causado un abuso del nombre Tokaji:
- Históricamente Tokaji era el vino proveniente de la región de Tokaj en el Reino de Hungría. Antes de la plaga de la filoxera, el vino que crecía en la región de Tokaj procedía de diversas variedades de uvas, sobre todo blancas. Sin embargo, muchas referencias históricas al vino Tokaji se refieren al vino de postre dulce aszú.
- El nombre de Tokay se empezó a usar en la región francesa de Alsacia para los vinos basados en la variedad Pinot Gris. En Italia el nombre Tocai hacía referencia a una variedad de uva de la región de Friul-Venecia Julia.
- El nombre también se utiliza para una pequeña cantidad de vinos de la región eslovaca de Tokaj en Eslovaquia, que hasta el fin de la Primera Guerra Mundial, en 1918, también era parte de Hungría desde inicios del reino en el año 1000. En 1918, una pequeña parte de la región vinícola Tokaj (aprox. 1.75 km²) pasó a formar parte del recién creado Estado de Checoslovaquia. El resto de la región, la mayor parte, estaba integrada en la recién creada República de Hungría.
- Con el tratado de adhesión de Hungría y Eslovaquia a la Unión Europea, el nombre Tokaji consiguió el estatus de Denominación de Origen Protegida, con lo que los productores franceses e italianos no pueden usar desde marzo de 2007 el nombre Tokay o Tocai.
- También ha habido una larga disputa entre Hungría y Checoslovaquia (Eslovaquia desde 1993) sobre el derecho de la región que todavía permanece allí a usar el nombre Tokaji. Las negociaciones entre los dos gobiernos desembocaron en un acuerdo en junio de 2004. Con este acuerdo, el vino producido en 5,65 km² de tierra en Eslovaquia puede emplear el nombre Tokaj. Sin embargo, siguen sin resolverse varias cuestiones prácticas. Eslovaquia se ha comprometido a introducir los mismos estándares que contemplan las leyes vinícolas húngaras desde 1990, pero todavía no se ha decidido quién será el encargado de controlar el cumplimiento de dichas leyes.

## Tipos de vino Tokaji
Actualmente solo cuatro variedades de uva son permitidas para los vinos que lleven el nombre Tokaji: Furmint, Hárslevelü, Sárgamuskotály y Zéta, un cruce de la Furmint con la variedad Bouvier. La variedad Furmint ocupa el 70% del área cultivada y es de lejos la uva más importante en la producción de los vinos aszú. Sin embargo, la región produce una impresionante cantidad de diferentes vinos, desde los secos blancos hasta el vino más dulce del mundo. La siguiente lista reproduce los tipos de vino producidos en la región húngara de Tokaj-Hegyalja. 
- Vinos secos: Generalmente no se tiene en cuenta que la región Tokaj produce excelentes vinos secos. Estos vinos, llamados ordinárium, mencionan la variedad de la que están hechos: , "Furmint, Tokaji "Hárslevelu y Tokaji "Sárgamuskotály.
- Szamorodni: Lo que diferencia a un Szamorodni de un vino ordinario es que está hecho a partir de racimos que contienen una notable proporción de uvas afectadas por la acción de un hongo parásito, que causa la podredumbre noble o Botrytis cinerea. Dichas uvas han perdido su contenido en agua y el azúcar se encuentra más concentrado. Debido a esto, la graduación alcohólica de un vino szamorodni es normalmente mayor que en un vino ordinario. Szamorodni suele contener hasta 100-120 g de azúcar residual. Sin embargo, si los racimos contienen menos uvas afectadas por la podredumbre noble, el azúcar residual es menor y el vino resultante es seco.
- Aszú: Este es el vino que ha dado fama a la región de Tokaj, y es además citado en el himno nacional húngaro. El significado original de la palabra húngara aszú es "seco". Según la leyenda, el primer aszú fue hecho por Laczkó Máté Szepsi en 1630. Sin embargo, en Nomenklatura de Fabricius Balázs Sziksai, que fue completada en 1576, se hace ya referencia a un vino a partir de uvas aszú. La concentración de uvas aszú se define tradicionalmente por el número de puttony (masa de uvas aszú añadida a un barril de 136 litros). Actualmente el número puttony se basa en la concentración de azúcar en el vino maduro. Aszú varía desde 3 puttonyos hasta 6 puttonyos, existiendo una categoría superior llamada Aszú-Eszencia, que representa a los vinos con 7 puttonyos.
- Eszencia: Es el aszú con 7 puttonyos, al que también se le conoce con el nombre de néctar, que es descrito a menudo como el vino más valioso del mundo, aunque técnicamente no debe ser llamado vino, puesto que su enorme concentración de azúcar significa que su nivel de alcohol nunca ha superado los 5-6 grados. Eszencia es el zumo de las uvas aszú, similar a un almíbar, que fluye naturalmente a través de las rejillas situadas en el fondo de las cubas donde se ponen las uvas durante la recolección. La concentración de azúcar en los vinos eszencia es típicamente entre 500 y 700 g por litro. Normalmente eszencia se añade a los vinos aszú pero en ocasiones se embotella por separado.
- Forditás: Significa "cambiado" en húngaro. Para hacer un Forditás, las uvas aszú, después de un primer prensado ligero, se mezclan otra vez con el mosto en fermentación. Después de la maceración de las uvas se procede a un segundo prensado. El vino Forditás alcanza 10 grados de alcohol y es también un vino dulce.
- Máslás: Significa "copia" en húngaro, se hace añadiendo el mosto en fermentación a la pasta de uvas aszú.
- Otros vinos dulces: Durante los últimos años han aparecido otros tipos de vinos dulces en la región de Tokaj. Normalmente se lanzan un año o 18 meses después de la vendimia. El contenido típico en azúcar es entre 60 a 180 g por litro y contienen una proporción de uvas afectadas por la podredumbre noble similar a los vinos Aszú. Estos vinos suelen denominarse kesõi szüretelésú ("vinos de cosecha tardía").